# Let's Dance (chanson de David Bowie)
Pour les articles homonymes, voir Let's Dance.
Singles de David Bowie
Peace on Earth/Little Drummer Boy (en)
(novembre 1982) China Girl
(mai 1983)
Pistes de Let's Dance
China Girl Without You
Let's Dance est une chanson de David Bowie parue en single en mars 1983, puis sur l'album du même nom un mois plus tard.
Chanson à la production commerciale (due à Nile Rodgers de Chic), Let's Dance est l'une des plus grosses ventes de l'année 1983, et le seul single de David Bowie à atteindre la première place des hits-parades à la fois au Royaume-Uni et aux États-Unis. Elle se classe en tête des ventes dans de nombreux autres pays. En France, le single s'est classé à la première place du hit-parade, étant ainsi l'une des chansons de Bowie la mieux classée dans ce pays.
Les paroles, à première vue basiques, s'inspirent du conte Les Chaussons rouges d'Andersen, racontant la punition d'une jeune fille gâtée, condamnée à danser, ses chaussons rouges collés irrémédiablement à ses pieds.

## Histoire
Nile Rodgers rencontre David Bowie pour la première fois en 1982.
Le compositeur américain décrit l'origine de cette chanson : « Je séjournais dans son chalet à Genève quand, un jour, David vient dans ma chambre avec une guitare à douze cordes qui n'en avait que six, et me dit : « écoute ça, je crois que ça pourrait faire un tube. » Il ajoute : « À l'époque, il voulait absolument faire un tube et il m'a sollicité. Il m'a joué ce riff qui était au départ une ballade assez sombre. Je lui ai donné une couleur jazz, j'ai transposé à l'octave supérieure et je l'ai accéléré, pour qu'il soit plus dansant ». En 2015, l'« arrangeur producteur » tel qu'il se définit, revendique clairement la coparternité du titre même si sur celui-ci, seul Bowie est crédité. Pourtant, il affirme avoir continué à travailler sur la genèse du titre à l'époque, durant la première phase de composition.

### Postérité
En 1997, le rappeur Puff Daddy l'a samplé dans son morceau Been Around the World figurant sur l'album No Way Out. En 2007, le chanteur R&B Craig David l'a reprise et samplée sous le nom de Hot Stuff (Let's Dance) qui figure sur son album Trust Me.
Elle fut reprise également par le groupe de Death metal allemand Atrocity en 2008 pour la sortie de leur album de reprises Werk 80 II.
 Sauf indication contraire, les informations mentionnées dans cette section peuvent être confirmées par le générique de fin de l'œuvre audiovisuelle présentée ici, ainsi que par la base de données cinématographiques IMDb,  présente dans la section « Liens externes ».
La chanson est également utilisée dans de nombreux films, téléfilms et séries depuis sa sortie :
- 1998 : Gia, femme de rêve
- 2001 : Zoolander
- 2007 : La Nuit nous appartient
- 2007 : La Guerre selon Charlie Wilson
- 2009 : The Messenger
- 2009 : Good Morning England
- 2010 : Laisse-moi entrer
- 2016 : Cigarettes et Chocolat chaud - bande originale

## Caractéristiques artistiques

### Clip
Le clip de David Mallet est tourné en Australie, dans la ville de Carinda en Nouvelle-Galles du Sud et dans le parc national de Warrumbungle.
Un couple aborigène trouve des chaussures rouges et danse dans la ville en profitant de la société de consommation, sous le regard désapprobateur des autres Aborigènes.
En 2015, le clip inspire en partie la direction artistique de l'épisode final de la saison 9 de la série Doctor Who.

## Fiche technique

### Chansons
| 1. | Let's Dance                   | David Bowie                  | 4:07 |
| 2. | Cat People (Putting Out Fire) | David Bowie, Giorgio Moroder | 5:09 |

| 1. | Let's Dance                   | David Bowie                  | 7:38 |
| 2. | Cat People (Putting Out Fire) | David Bowie, Giorgio Moroder | 5:09 |

### Interprètes
- David Bowie : chant
- Stevie Ray Vaughan, Nile Rodgers : guitare
- Carmine Rojas : basse
- Omar Hakim, Tony Thompson : batterie
- Robert Sabino (en) : claviers
- Mac Gollehon (en) : trompette
- Robert Aaron (en), Stan Harrison (en), Steve Elson (en) : saxophone
- Sam Figueroa : percussions

### Équipe de production
- David Bowie : producteur
- Nile Rodgers : producteur
- Bob Clearmountain : ingénieur du son

## Classements et certifications
| Classement (1983)                      | Meilleure position |
| -------------------------------------- | ------------------ |
| Afrique du Sud (Springbok Radio)       | 2                  |
| Allemagne (Media Control AG)           | 2                  |
| Australie (Kent Music Report)          | 2                  |
| Autriche (Ö3 Austria Top 40)           | 2                  |
| Belgique (Flandre Ultratop 50 Singles) | 1                  |
| Belgique (Flandre VRT Top 30)          | 1                  |
| Canada (50 Singles)                    | 1                  |
| Canada (CHUM)                          | 1                  |
| Espagne (AFYVE)                        | 2                  |
| États-Unis (Billboard Hot 100)         | 1                  |
| États-Unis (Cash Box)                  | 1                  |
| États-Unis (Hot Black Singles)         | 14                 |
| États-Unis (Hot Dance Club Play)       | 1                  |
| États-Unis (Top Tracks)                | 8                  |
| Europe (Eurochart Hot 100)             | 1                  |
| France (SNEP)                          | 1                  |
| Irlande (IRMA)                         | 1                  |
| Italie (FIMI)                          | 3                  |
| Norvège (VG-lista)                     | 1                  |
| Nouvelle-Zélande (RMNZ)                | 1                  |
| Pays-Bas (Nederlandse Top 40)          | 1                  |
| Pays-Bas (Single Top 100)              | 1                  |
| Pologne (Classements Singles)          | 5                  |
| Royaume-Uni (UK Singles Chart)         | 1                  |
| Suède (Sverigetopplistan)              | 1                  |
| Suisse (Schweizer Hitparade)           | 1                  |
| Classement (2016)                      | Meilleure position |
| Autriche (Ö3 Austria Top 40)           | 54                 |
| Espagne (PROMUSICAE)                   | 40                 |
| France (SNEP)                          | 21                 |
| Italie (FIMI)                          | 50                 |
| Nouvelle-Zélande (RMNZ)                | 40                 |
| Pays-Bas (Single Top 100)              | 67                 |
| Suède (Sverigetopplistan)              | 64                 |
| Suisse (Schweizer Hitparade)           | 25                 |

| Classement (1983)              | Position |
| ------------------------------ | -------- |
| Australie (Kent Music Report)  | 24       |
| Autriche (Ö3 Austria Top 40)   | 16       |
| Belgique (Flandre Ultratop 50) | 2        |
| Canada (Top Singles)           | 3        |
| États-Unis (Billboard Hot 100) | 18       |
| États-Unis (Cash Box)          | 4        |
| France (SNEP)                  | 9        |
| Italie (FIMI)                  | 19       |
| Pays-Bas (Nederlandse Top 40)  | 10       |
| Pays-Bas (Single Top 100)      | 14       |
| Suisse (Schweizer Hitparade)   | 10       |

| Pays               | Certification | Date           | Ventes    |
| ------------------ | ------------- | -------------- | --------- |
| États-Unis (RIAA)  | Or            | 16 juin 1983   | 1 000 000 |
| France (SNEP)      | Or            | 1983           | 873 000   |
| Royaume-Uni (BPI), | Or            | 1er avril 1983 | 839 000   |